# Ludwik Mzyk
Ludwik Mzyk SVD (ur. 22 kwietnia 1905 w Chorzowie Starym, zm. 20 lutego 1940 w Forcie VII w Poznaniu) – błogosławiony i męczennik Kościoła katolickiego, polski duchowny rzymskokatolicki i werbista. Ofiara prześladowań z okresu II wojny światowej, zamordowany przez Niemców w obozie KL Posen.

## Życiorys
Pochodził z rodziny górniczej. Jego ojciec był sztygarem w kopalni węgla kamiennego Prezydent w Chorzowie, a matka Franciszka z domu Hadasz, pochodziła z Bytkowa (obecnej dzielnicy Siemianowic Śląskich). Ludwik był piątym dzieckiem spośród dziewięciorga rodzeństwa. Ukończył szkołę w Chorzowie Starym (późniejsza Szkoła Podstawowa nr 24 im. Powstańców Śląskich). W 1918 wstąpił do Niższego Seminarium Duchownego Księży Werbistów w Nysie, tam też otrzymał maturę w 1926 Następnie wstąpił do nowicjatu zgromadzenia księży werbistów w Sankt Augustin w Niemczech. 30 października 1932 przyjął w Rzymie święcenia kapłańskie. Trzy lata później objął urząd magistra nowicjatu w nowo otwartym Domu Misyjnym w Chludowie, a w 1939 został jego przełożonym.
Gdy rozpoczęła się II wojna światowa został wywieziony przez Gestapo do Poznania. 25 stycznia 1940 został aresztowany i następnie 1 lutego 1940 umieszczony w niemieckim obozie zagłady w Forcie VII. 20 lutego 1940 do celi, gdzie przebywał ksiądz Ludwik, wpadli dwaj oficerowie, którzy zaczęli go torturować. W nocy, skatowanego o. Mzyka żołnierze niemieccy wyprowadzili z celi, a podoficer Dibus zabił go strzałem w tył głowy.

## Proces beatyfikacyjny
13 czerwca 1999 został ogłoszony przez Jana Pawła II błogosławionym wśród 108 męczenników II wojny światowej.
Błogosławiony Ludwik znalazł się na okolicznościowym datowniku w 1999.

## Galeria

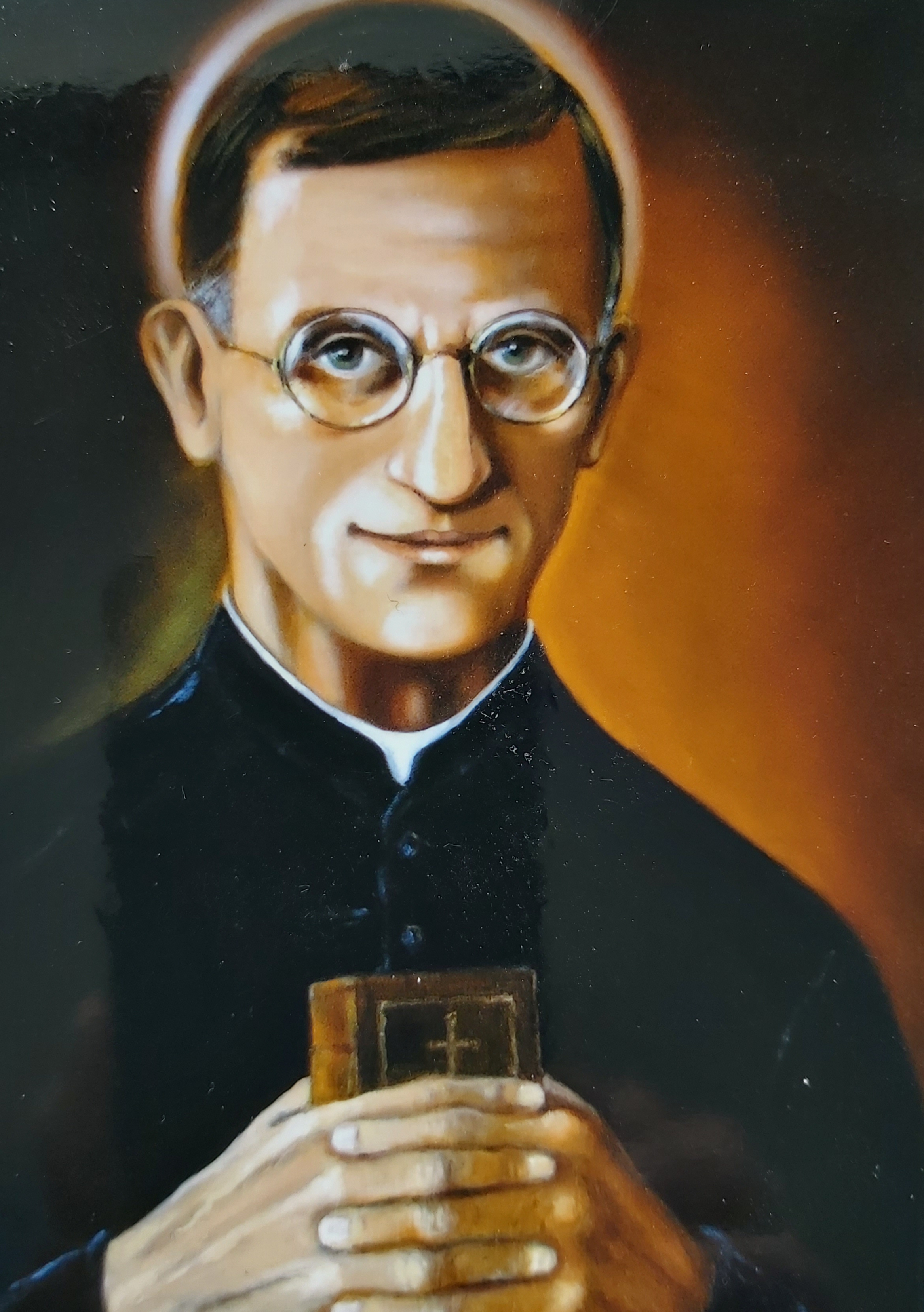
Portret namalowany przez Alfreda Pendzialek, darowizna dla Kosciola Sw. Marii Magdaleny w Chorzowie